# (7112) Ghislaine
(7112) Ghislaine es un asteroide que forma parte del Cinturón de asteroides, descubierto el 3 de abril de 1986 por Carolyn Shoemaker desde el Observatorio del Monte Palomar, Estados Unidos.

## Designación y nombre
Designado provisionalmente como 1986 GV. Fue Nombrado en honor de la cosmoquímica Ghislaine Crozaz (n. 1939), quien comenzó su carrera inmensamente productiva hace tres décadas, con estudios de huellas de fisión en muestras lunares y meteoritos. Desde entonces, ha contribuido significativamente a nuestra comprensión de la historia temprana del sistema solar y a las historias de formación de varios tipos de meteoritos a través de estudios innovadores de microdistribuciones de oligoelementos y radionucleidos extintos en estos objetos. Como profesora en el Departamento de Ciencias Planetarias y de la Tierra y en el Centro McDonnell para Ciencias Espaciales de la Universidad de Washington, participa activamente en la formación de la próxima generación de científicos planetarios con su característico espíritu enriquecedor y entusiasta.

## Características orbitales
Ghislaine está situado a una distancia media del Sol de 2,761 ua, pudiendo alejarse hasta 3,171 ua y acercarse hasta 2,351 ua. Su excentricidad es 0,148 y la inclinación orbital 16,446 grados. Emplea 1675,50 días en completar una órbita alrededor del Sol.

## Características físicas
La magnitud absoluta de Ghislaine es 13,36. Tiene 10,802 km de diámetro y su albedo se estima en 0,069.